# Ordine costantiniano di San Giorgio (Napoli)
Il Sacro militare ordine costantiniano di San Giorgio SMOCSG è un ordine religioso cavalleresco di collazione, da ultimo legato alla casata dei Borbone-Due Sicilie.
La leggenda narra che l'Ordine sarebbe stato fondato dall'imperatore Costantino, che l'avrebbe costituito dopo la vittoria contro Massenzio nella battaglia di Ponte Milvio, successo ottenuto grazie al favore divino manifestatosi con l'apparizione in cielo della croce accompagnata dalla scritta “In hoc signo vinces. La nascita reale dell'ordine è invece legata alla famiglia degli Angeli Flavi, una dinastia cattolica dei Balcani nel XVI secolo.
L'Ordine si propone la glorificazione della croce, la propagazione della fede cattolica e la difesa della Chiesa apostolica romana, cui è strettamente legato. Condizione necessaria, infatti, per divenire membri dell'Ordine è professare la religione cattolica apostolica romana. L'Ordine, inoltre, si propone anche di dare il suo maggior contributo d'azione e di attività alle due grandi opere eminentemente sociali dell'assistenza ospedaliera e della beneficenza.
Dal 1960 l'ordine è conteso dalla morte di Ferdinando Pio di Borbone-Due Sicilie, così come il ruolo di capo della casata dei Borbone Due Sicilie. A rivendicare il titolo di Gran Maestro dell'Ordine sono i principi Carlo di Borbone-Due Sicilie, Duca di Castro (ramo franco-napoletano) e Pietro di Borbone-Due Sicilie, Duca di Calabria (ramo spagnolo-napoletano).
Relativamente alla Legge 178/1951, i due rami dell'Ordine sono riconosciuti dallo Stato Italiano come "ordine dinastico non nazionale" legittimamente conferibile ed il suo uso sul territorio italiano è autorizzabile a domanda dal Ministero degli affari esteri. Dal 1º agosto 2011, l'Ordine guidato dal principe Carlo di Borbone-Due Sicilie, Duca di Castro, gode dello status consultivo del Consiglio economico e sociale delle Nazioni Unite a New York, Ginevra e Vienna.

## Storia

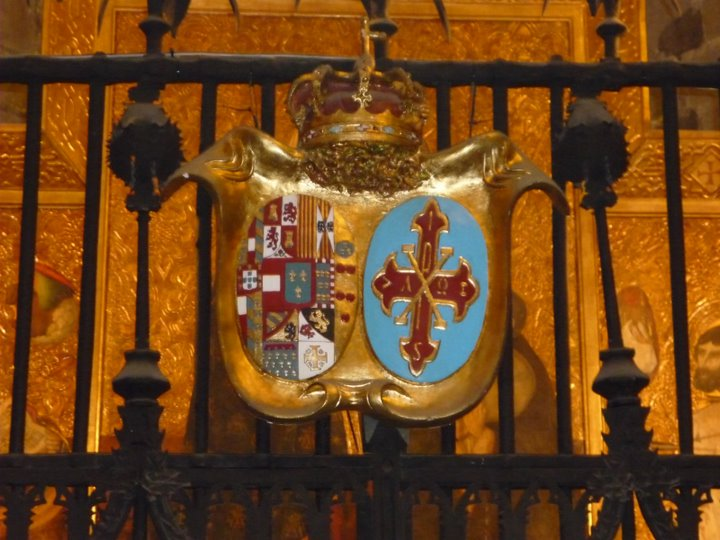
Stemma dei Borbone-Due Sicilie come gran maestri dell'Ordine Costantiniano, Cattedrale di Barcellona

### Origini
La leggenda vuole che la fondazione dell'ordine si attribuisce tradizionalmente all'imperatore romano Costantino I, e collocata nel 313, e all'imperatore bizantino Isacco II Comneno, della dinastia degli Angeli (che si dichiarava discendente di Costantino) nel 1190, ad imitazione degli ordini monastico militari sorti in oriente a seguito delle crociate. Su ordine del gran maestro Alessio V Angelo Flavio Comneno, Imperatore d'Oriente, i Cavalieri Costantiniani avrebbero partecipato alla prima crociata dal 1099 e nel 1209 l'Ordine partecipò alla Crociata Albigese, voluta dal papa Innocenzo III, agli ordini del gran maestro Alessio Andrea Angelo Flavio Comneno.
La leggenda della nascita dell'ordine (che include i presupposti legami a Costantino, San Giorgio, e le crociate) appare per la prima volta dopo la caduta di Costantinopoli e la cattura di Rodi da parte degli Ottomani. Benché la leggenda implichi gli imperatori Bizantini nella storia dell'ordine, in realtà gli ordini cavallereschi (come questo stesso, i Templari, o gli Ospedalieri) non esistevano come istituzione nell'Impero Bizantino ma sono legati all'Europa occidentale. Il ruolo degli imperatori Bizantini come Gran Maestri dell'ordine è frutto di fabbricazioni successive.
La nascita dell'ordine è invece legata alla famiglia degli Angeli Flavi, una dinastia cattolica dei Balcani. Gli Angeli Flavi reclamavano varie discendenze, tra cui quella da Constantino I (ritenuta dagli storici moderni fittizia) e da Isacco II Angelo (ritenuta improbabile ma possibile dagli storici). La data di nascita esatta dell'ordine è sconosciuta, ma deve essere apparso all'inizio del '500. Fonti secondarie danno notizia dei primi statuti noti dell'ordine risalgono al 1522 ad opera di Giovanni II Cesare Nemagna Paleologos e descrivono l'ordine col nome di «Milizia Aureata Angelica Costantiniana sotto il titolo di Santo Stefano e la protezione di San Giorgio». Tra i "compatrioti" dell'ordine vi era anche la famiglia degli Angeli Flavi. Non è certo se questo ordine fosse quello attuale, di cui poi gli Angeli Flavi abbiano preso il comando, oppure uno precedente.
Nel cinquecento vennero ascritti a Michele VIII Paleologo (imperatore di Costantinopoli 1261–1282) i statuti e privilegi dell'ordine. Questi decreti dell'imperatore (ad oggi giudicati dagli storici fabbricazioni) garantivano alla famiglia degli Angeli Flavi il diritto di creare "Milites Constantinianos, sue aureatos Equites, sub Regula Beati Basilij, & Titulos sanctyi Georgij totius Græcis Patronis, Militantes cum Cruce Rubea signatos, & signo aureo in medio ipsius Crucis…". Avere la figura di Michele VIII Paleologo come uno dei fondatori dell'ordine era particolarmente allettante per gli Angeli Flavi del cinquecento, poiché questo imperatore aveva provato a riunire le chiese cattolica ed ortodossa al Concilio di Lione II. In realtà questi statuti, datati nei documenti 1293-94, non possono essere autentici poiché l'imperatore era allora morto da più di dieci anni. Un motu priorio di Paolo III, Cum sicut accepimus, datato tra il 1545-49 conferma questi privilegi dati da Michele VIII Paleologo per le creazione di cavalieri del toson d'oror, ma non menziona l'ordine costantiniano. Così, il papa diede una conferma legale e storica a tali privilegi della famiglia degli Angeli Flavi, ritenuti antichi ma in realtà di fabbricazione recente.
Uno dei primi documenti certi a descrivere l'ordine è da parte di Alessandro Riario, protonotario apostolico, e parente alla lontana degli Angeli, che rilasciò il «Processus fulminatus ad favorem Ordinis Militaris, sub titulo sancti Georgij» il 10 giugno 1568. Questo documento contiene la descrizione dell'ordine e i privilegi dei Gran Maestri.
Una delle prime menzioni scritte di questo ordine è costituita dal breve apostolico Quod alias di papa Giulio III, con cui il pontefice riconosceva la dignità di gran maestro dell'ordine ad Andrea Angelo Flavio Comneno. La cronologia storicamente accertata dei gran maestri inizia pertanto da questi, morto nel 1580. Suo fratello Girolamo era stato co-gran maestro a partire dagli anni '70 del XVI secolo fino alla sua morte, ma ad Andrea successe il nipote Pietro II dal 1580 fino alla morte nel 1592. Gli successe a sua volta il figlio maggiore Giovanni Andrea (1569-1630), alla cui morte il magistero passò al nipote Angelo (ancora minore d'età fino al 1634), morto nel 1678. Gli succedettero il fratello Marco, ma per poco, poiché morì l'anno dopo, ed in seguito un altro fratello, Girolamo, morto nel 1687, cui successe il fratello Giovanni Andrea, l'ultimo della famiglia, morto nel 1703. Sopravvisse loro una nipote di nome Laura, figlia di Girolamo, suora nel 1756.

### Il periodo Farnese-Parma

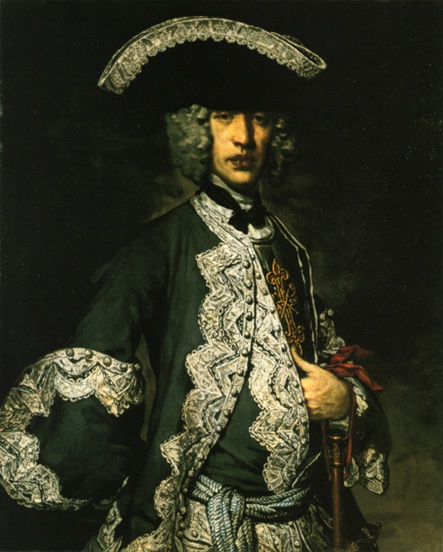
Fra Galgario, Ritratto di cavaliere con le vesti dell'Ordine costantiniano, noto anche come Cavaliere con il tricorno, 1740 circa, olio su tela, 109 x 87 cm. Milano, Museo Poldi Pezzoli.

L'ultimo discendente del casato, il principe Giovanni Andrea Angelo Flavio Comneno, nel 1698, concesse il gran magistero dell'ordine al duca di Parma Francesco Farnese e il contratto di cessione venne sancito dal breve papale Sincerae fidei di papa Innocenzo XII del 1699. Questo fu approvato dal papa Innocenzo XII il 24 ottobre 1699 con il breve apostolico Sincerae fidei e confermata da papa Clemente XI il 20 aprile 1701 con il breve apostolico Alias feliciter. Gli statuti dell'ordine subirono una revisione nel 1706 e una conferma definitiva della cessione al casato farnese con bolla papale Militantis Ecclesiae di papa Clemente XI del 1718. In quell'anno il duca scelse come sede dell'ordine la chiesa di Santa Maria della Steccata, da allora detta anche "chiesa magistrale".  Tale conferma papale, fu anche frutto della costituzione di un reparto militare che combatté in difesa della cristianità. Infatti a partire dal febbraio del 1717, venne creato il Reggimento Costantiniano, per dare supporto alle truppe della Repubblica di Venezia e del Sacro Romano Impero contro i Turchi in Dalmazia. Il Reggimento, comandato dal conte piacentino Federico dal Verme e da altri nobili, era composto da 8 compagnie, per un totale complessivo di circa 2000 uomini.
Nel 1727 all'ultimo discendente della dinastia dei Farnese, il duca Antonio Farnese, succedette nel gran magistero dell'ordine, per scelta di quest'ultimo, l'infante di Spagna don Carlo di Borbone, figlio della nipote Elisabetta Farnese. Dopo il 1736 quando l'Austria occupò Parma, Carlo di Borbone mantenne le sue funzioni di gran maestro ed il controllo della chiesa di Santa Maria della Steccata, anche se era già sovrano di Napoli. Asceso al trono di Spagna con il nome di Carlo III, cedette al suo figlio terzogenito, l'infante don Ferdinando, oltre al Regno delle Due Sicilie, il gran magistero costantiniano, trasmissibile ai figli maschi primogeniti ("primogeniti farnesiani"). Il trasferimento del gran magistero dell'ordine costituì un atto separato, avvenuto dieci giorni dopo il passaggio del trono di Napoli e Sicilia.
In seguito l'ordine venne tramandato a tutti i successori sul trono delle Due Sicilie ed ha continuato ad essere conferito fino ad oggi, nell'ambito del patrimonio dinastico della famiglia dei Borbone.

### La disputa dinastica tra i rami "franco-napoletano" e "ispano-napoletano"
L'ordine è conteso dalla morte di Ferdinando Pio di Borbone-Due Sicilie, avvenuta nel 1960, insieme al ruolo di capo della casata dei Borbone Due Sicilie, in seguito alla disputa dinastica tra i due rami.

## Governo
Il Sacro Militare Ordine Costantiniano di San Giorgio è governato dal Gran Maestro, assistito dalla Reale Deputazione, composta dalle grandi cariche: Gran Prefetto, Gran Priore, Gran Cancelliere e Gran Tesoriere; dal Presidente, Vice Presidente, Segretario e dai Deputati. 
L’attuale Gran Maestro, Sua Altezza Reale il Principe Carlo di Borbone delle Due Sicilie, Duca di Castro e Capo della Real Casa, è anche assistito da un Consiglio Giuridico Magistrale e da una Commissione Araldica Magistrale.
Il Gran Maestro è il perpetuo amministratore dell’Ordine, può emanare nuove leggi e statuti, oltreché procedere alla nomina delle più alte cariche istituzionali, alle quali affidare la direzione morale, disciplinare ed amministrativa dell’Ordine.
S.A.R. il Principe Carlo di Borbone è assistito nelle Sue decisioni dal “Consigliere della Real Casa e per gli Ordini Dinastici”, personalmente nominato e di Sua assoluta fiducia. Può nominare un Segretario Generale al quale conferisce poteri di indirizzo e coordinamento dell’attività della Cancelleria e delle Delegazioni.

## Cronologia dei Gran Maestri[9]- Cronologia leggendaria, tradizionale (non documentata)
La leggenda vuole che il fondatore della Milizia Costantiniana fosse l'imperatore romano Costantino il Grande. Di conseguenza divenendo l'Ordine patrimonio di collazione degli imperatori, prima romani, poi bizantini, avrebbe seguito tutte le successioni al trono imperiale, nella dinastia Angela Flavia Comnena. Esistono alcuni documenti citati in fonti anteriori all'anno mille, soprattutto di origine ecclesiale, ma ancora non si dispone della documentazione originale.
1. Costantino I il Grande, imperatore 313 – 22 maggio 337
2. Costantino II Flavio, imperatore 22 maggio 337 – febbraio 340
3. Costante I Flavio, imperatore 22 maggio 337 – 18 gennaio 350
4. Costanzo II Flavio, imperatore 22 maggio 337 – 3 novembre 361
5. Costanzo Gallo Angelo Flavio, principe di Macedonia 361 – 362
6. Michele Gallo Angelo Flavio, principe di Macedonia 362 – 428
7. Alessio Angelo Flavio Comneno, principe di Macedonia 428 – 458
8. Alessio II Angelo Flavio Comneno, principe di Cilicia e di Macedonia 458 – 514
9. Michele II Angelo Flavio Comneno, principe di Cilicia e di Macedonia 514 – 548
10. Alessio Michele Angelo Flavio Comneno, principe di Cilicia e di Macedonia 548 – 586
11. Angelo Michele Angelo Flavio Comneno, principe di Cilicia e di Macedonia 586 – 617
12. Filippo Basilio Pipino Angelo Flavio Comneno, principe di Cilicia e di Macedonia 617 – 625
13. Isacco Angelo Flavio Comneno, principe di Cilicia e di Macedonia 625 – 667
14. Alessio III Angelo Flavio Comneno, principe di Cilicia e di Macedonia 667 – 719
15. Costantino III Angelo Flavio Comneno, principe di Cilicia e di Macedonia 719 – 781
16. Michele IV Angelo Flavio Comneno, principe di Cilicia e di Macedonia 781 – 820
17. Costantino IV Angelo Flavio Comneno, principe di Cilicia e di Macedonia 820 – 905
18. Alessio IV Angelo Flavio Comneno, principe di Cilicia e di Macedonia 905 – 953
19. Michele V Angelo Flavio Comneno, principe di Cilicia e di Macedonia 953 – 984
20. Emanuele Michele Angelo Flavio Comneno, principe di Cilicia e di Macedonia 984 – 1021
21. Isacco II Angelo Flavio Comneno, imperatore (Isacco I) 1021 – 1061
22. Alessio V Angelo Flavio Comneno, imperatore (Alessio I) 1061 – 1118
23. Giovanni Angelo Flavio Comneno, imperatore (Giovanni II) 1118 – 8 aprile 1143
24. Isacco III Angelo Flavio Comneno 1143 – 1152
25. Andronico Angelo Flavio Comneno 1152 – 1185
26. Isacco IV Angelo Flavio Comneno, imperatore (Isacco II) 1185 – 12 aprile 1204
27. Alessio VI Angelo Flavio Comneno, imperatore (Alessio IV) 1195 – 28 gennaio 1204
28. Alessio Andrea Angelo Flavio Comneno, Principe di Macedonia e Tessaglia, Duca e Conte di Drivasto e Durazzo 1204 – 1260
29. Michele VI Angelo Flavio Comneno, Principe di Macedonia e Tessaglia, Duca e Conte di Drivasto e Durazzo 1260 – 1318
30. Andrea Angelo Flavio Comneno, Principe di Macedonia e Tessaglia, Duca e Conte di Drivasto e Durazzo 1318 – 1366
31. Michele VII Angelo Flavio Comneno, Principe di Macedonia e Tessaglia, Duca e Conte di Drivasto e Durazzo 1366 – 1410
32. Paolo Angelo Flavio Comneno, Principe di Macedonia e Tessaglia, Duca e Conte di Drivasto e Durazzo 1410 – 1453
33. Andrea II Angelo Flavio Comneno, Principe di Macedonia e Tessaglia, Duca e Conte di Drivasto e Durazzo 1453 – 1479
34. Pietro I Angelo Flavio Comneno, Principe di  Macedonia e Tessaglia, Duca e Conte di Drivasto e Durazzo, Arcivescovo di Durazzo, 1479 – 1511
35. Giovanni Demetrio Angelo Flavio Comneno, Principe di Acaja, Macedonia e Tessaglia, Duca e Conte di Drivasto e Durazzo 1511 – 1570

## Elenco dei Gran Maestri[9]- Cronologia storica (documentata) - ramo "franco-napoletano"
1. (36) Girolamo Angelo Flavio Comneno, Principe di Tessaglia 1570-1591
2. (37) Pietro II Angelo Flavio Comneno, Principe di Cilicia, Macedonia e Tessaglia, Duca e Conte di Drivasto e Durazzo 1580 – 1592
3. (38) Andrea Angelo, Flavio Comneno, Principe di Macedonia e Tessaglia, Duca e Conte di Drivasto e Durazzo – 1592
4. (39) Maria Angelo Flavio Comneno, Principe di Macedonia, Cilicia e Tessaglia, Duca e Conte di Drivasto e Durazzo 1634 – 1678
5. (40) Maria Angelo II Flavio Comneno, Principe di Macedonia, Cilicia e Tessaglia, Duca e Conte di Drivasto e Durazzo 1678 – 1679
6. (41) Girolamo Angelo Flavio Comneno, Principe di Macedonia, Cilicia e Tessaglia, Duca e Conte di Drivasto e Durazzo 1679 – 1687
7. (42) Giovanni Andrea II Angelo Flavio Comneno, Principe di Macedonia, Cilicia e Tessaglia, Duca e Conte di Drivasto e Durazzo 1687 – 1699
8. (43) Francesco I Farnese, Duca di Parma, Piacenza e Castro – 26 febbraio 1727
9. (44) Antonio Farnese, Duca di Parma, Piacenza e Castro 26 febbraio 1727 – 20 gennaio 1731
10. (45) Carlo di Borbone, Duca di Parma e Piacenza (1731 – 1737), Re di Napoli e Re di Sicilia (1735 – 1759) 20 gennaio 1731 – 1759
11. (46) Ferdinando IV di Borbone, Re di Napoli (1759 – 1816), III Re di Sicilia (1759 – 1816), poi Ferdinando I delle Due Sicilie 1759 – 4 gennaio 1825
12. (47) Francesco I di Borbone, Re delle Due Sicilie 4 gennaio 1825 – 8 novembre 1830
13. (48) Ferdinando II di Borbone, Re delle Due Sicilie 8 novembre 1830 – 22 maggio 1859
14. (49) Francesco II di Borbone, Re delle Due Sicilie 22 maggio 1859 – 27 dicembre 1894
15. (50) Alfonso di Borbone-Due Sicilie, Conte di Caserta 27 dicembre 1894 – 16 maggio 1934
16. (51) Ferdinando Pio di Borbone-Due Sicilie, Duca di Calabria (1894-1934), Conte di Caserta 16 maggio 1934 – 17 gennaio 1960
17. (52) Ranieri di Borbone-Due Sicilie, Duca di Castro (1960-1966)
18. (53) Ferdinando Maria di Borbone-Due Sicilie, Duca di Castro  (1966-2008)
19. (54) Carlo di Borbone-Due Sicilie, Duca di Castro (2008- in carica)

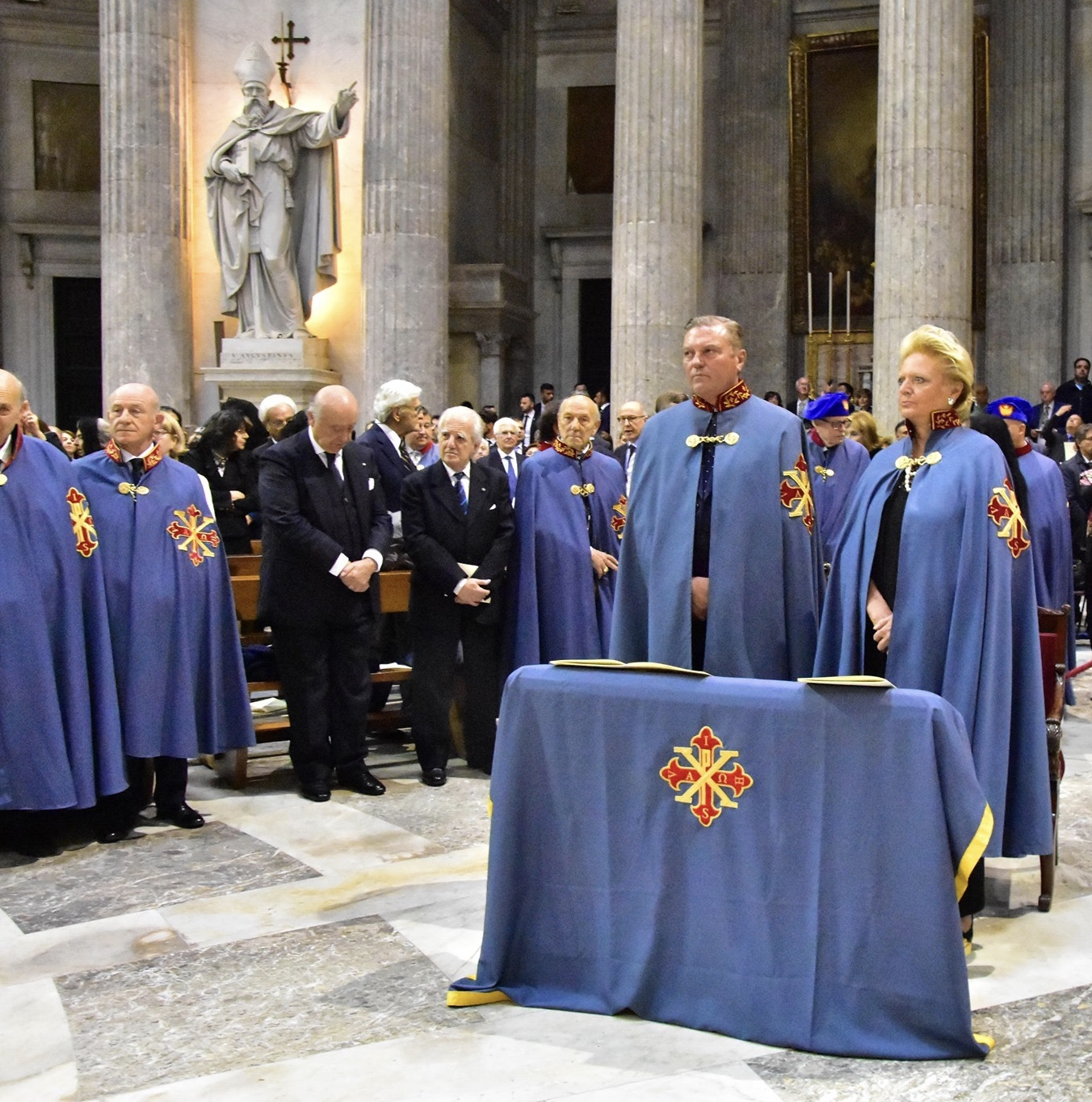
Carlo di Borbone-Due Sicilie e la sorella maggiore Beatrice con gli abiti cerimoniali del Sacro Militare Ordine Costantiniano di San Giorgi

## Categorie e Gradi[11]
Si può divenire membri dell'Ordine per cooptazione, esclusivamente su presentazione di membri di alto lignaggio o per motu proprio del Gran Maestro. Non si chiede di essere ammessi all'Ordine, ma si viene invitati a farne parte.
I membri vengono suddivisi in 3 categorie in base allo "status" personale:
- Giustizia: possono aspirare Principi e Principesse della Real Famiglia, Sovrani e Principi Esteri, Cardinali di Santa Romana Chiesa, Capi di Stato e di Governo, Rappresentanti delle più cospicue Famiglie Nobili, Coloro che abbiano il possesso della nobiltà generosa (4/4) di almeno 200 anni dei quattro Avi, e Coloro che siano rivestiti di Altissime Dignità o avessero specialissime benemerenze.
- Grazia: possono aspirare Coloro che, pur non essendo in grado di fornire tutte le prove richieste dalla Categoria di Giustizia, appartengono a famiglie di antica e provata nobiltà (2/4); tutti gli Ecclesiastici e Coloro che fossero per altri titoli eccellenti.
- Merito: o possono aspirare Coloro che si siano resi meritevoli per pregi personali o per servizi resi all’Ordine.

| Categoria di Giustizia | Categoria di Grazia                                                                              | Categoria di Merito                                                                              |
| --- | ------------------------------------------------------------------------------------------------ | ------------------------------------------------------------------------------------------------ |
| Balì Cavaliere e Dama di Gran Croce di Giustizia, decorato del Collare | //                                                                                               | Cavaliere e Dama di Gran Croce di Merito                                                         |
| Balì Cavaliere di Gran Croce di Giustizia, per Cardinali di Santa Romana Chiesa Balì Cavaliere e Dama di Gran Croce di Giustizia Cavaliere e Dama di Gran Croce di Giustizia | Cavaliere e Dama di Gran Croce di Grazia                                                         | Cavaliere e Dama Grande Ufficiale di Merito                                                      |
| Cavaliere e Dama Grande Ufficiale di Giustizia | Cavaliere e Dama Grande Ufficiale di Grazia                                                      | Cavaliere e Dama Commendatore di Giuspatronato di Merito Cavaliere e Dama Commendatore di Merito |
| Cavaliere e Dama Commendatore di Giuspatronato di Giustizia Cavaliere e Dama Commendatore di Giustizia                                                                       | Cavaliere e Dama Commendatore di Giuspatronato di Grazia Cavaliere e Dama Commendatore di Grazia | Cavaliere e Dama Ufficiale di Merito                                                             |
| Cavaliere e Dama Ufficiale di Giustizia | Cavaliere e Dama Ufficiale di Grazia                                                             | Cavaliere e Dama di Merito                                                                       |
| Cavaliere e Dama di Giustizia | Cavaliere e Dama di Grazia                                                                       | Cavaliere e Dama d’Ufficio                                                                       |

- Il numero dei Balì Cavalieri e Dame di Gran Croce di Giustizia decorati del Collare non può essere superiore a 50[12], in memoria dei personaggi prescelti dall’Imperatore Costantino per la Custodia del Labaro; ciascuno di essi ha il trattamento di Eccellenza e di Don;
- Il numero dei Cavalieri e Dame di Gran Croce di Giustizia è limitato a 65;
- Il numero dei Cavalieri e Dame di Gran Croce di Grazia è limitato a 100;
- Il numero dei Cavalieri e Dame di Gran Croce di Merito è limitato a 150;
- Illimitato il numero dei Cavalieri e Dame degli altri Gradi

Vengono inoltre concesse per particolari meriti verso l'Ordine, le seguenti medaglie di benemerenza: 
- Medaglia d'oro di benemerenza
- Medaglia d'argento di benemerenza
- Medaglia di bronzo di benemerenza
- Diploma speciale di benemerenza

| Medaglie di benemerenza (Decreto Magistrale del 3 dicembre 1967, integrato il 4 novembre 1982, integrato il 15 maggio 2002) |                                   |                                   |                                 |
| Medaglia d'oro di benemerenza                                                                                               | Medaglia d'argento di benemerenza | Medaglia di bronzo di benemerenza | Diploma speciale di benemerenza |

## Privilegi araldici
I membri hanno diritto a dotare il proprio stemma araldico delle insegne dell'Ordine Costantiniano, rispettando le seguenti norme araldiche:
- Balì, Cavalieri di Gran Croce di Giustizia: sono autorizzati a portare la Croce dell'Ordine quale Capo del proprio stemma nobiliare; quest'ultimo può essere cinto dal Collare Costantiniano (per coloro che lo hanno ricevuto), oppure dal nastro blu cielo, con la Croce, la Corona, il Trofeo Militare e il S. Giorgio a cavallo che uccide il drago, sospeso il tutto.
- Cavalieri di Gran Croce di Giustizia: Sono autorizzati a cingere il proprio stemma col nastro blu cielo e la placca d'oro di Giustizia, sospesa.
- Cavalieri di Gran Croce di Grazia e di Merito: Sono autorizzati a cingere il proprio stemma col nastro blu cielo e la placca d'argento, sospesa.
- Cavalieri di Giustizia: Sono autorizzati a cingere il proprio stemma col nastro blu cielo (in proporzione più stretto della banda di Gran Croce) e la Croce dell'Ordine, con Corona e Trofeo Militare, sospesi.
- Cavalieri di Grazia: Sono autorizzati a cingere il proprio stemma a partire dalla terza zona superiore dello scudo, col nastro blu cielo e la Croce dell'Ordine con la corona, sospesa.
- Cavalieri di Merito: Possono appendere la Croce dell'Ordine al nastro blu cielo al di sotto dello scudo.
- Cavalieri d'Ufficio: Possono appendere la Croce dell'Ordine, al di sotto dello scudo.

## Simboli
- "Croce del Sacro Militare Ordine Costantiniano di San Giorgio": è di oro gigliata, smaltata di color porporino, a forma greca, caricata alle quattro estremità dalle lettere I.H.S.V. (In Hoc Signo Vinces) e nel centro ha il Cristogramma XP e, sui bracci della Croce, ha le lettere greche Alfa ed Omega. Il nastro dell'Ordine è di seta ondata celeste
- "Labaro dell'ordine", ispirato dalla descrizione del labaro di Costantino, nel testo greco dello storico Eusebio[14], approvato da Alfonso di Borbone-Due Sicilie, conte di Caserta, gran maestro, e benedetto da papa Benedetto XV il 22 dicembre 1913.
- "Bandiera del gran magistero": in stoffa di seta di colore bianco, di forma quadrata, della misura di 100 cm di altezza e 100 cm di larghezza. È bordata da una grande frangia d'oro, con in ricamo da entrambi i lati la Croce costantiniana, di 70 cm di altezza. Nei quattro angoli di ambo i campi vi sono ricamati in oro quattro gigli, nel mezzo di una ghirlanda di alloro di forma ovale. L'asta è fasciata di velluto rosso e ornata di bullette di ottone dorato a linea spirale. La freccia è a forma di lancia con una costolatura verticale in rilievo in ambo i lati.
- "Bandiera dei delegati": come la precedente senza il ricamo dei gigli agli angoli e della ghirlanda d'alloro.
- "Bandiera del Sacro militare ordine costantiniano di San Giorgio": come la precedente senza fascia d'oro laterale

## Membri illustri

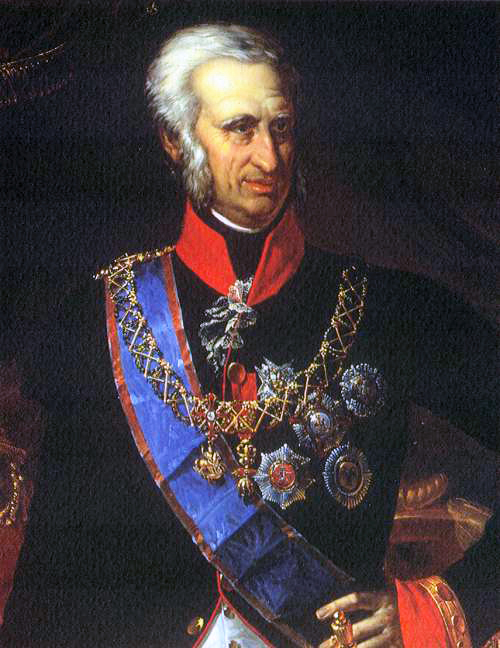
Ferdinando I delle Due Sicilie con il collare dell'ordine

- Federico I Barbarossa, imperatore del Sacro Romano Impero
- Enrico VI di Svevia, imperatore del Sacro Romano Impero
- Riccardo I Cuor di Leone, re d'Inghilterra
- Filippo II, re di Francia
- Guglielmo II, re di Sicilia
- Alfonso II, re d'Aragona
- Casimiro, re di Polonia
- Alfonso IX, re di Castiglia
- Sancho VI, re di Navarra
- Gaetano Filangieri, giurista e filosofo italiano
- Papa Pio XII
- Francesco Cossiga, presidente della Repubblica Italiana
- Oscar Luigi Scalfaro, presidente della Repubblica Italiana
- Silvio Berlusconi, politico italiano
- Lamberto Dini, politico italiano
- Maria Elisabetta Alberti Casellati, politica italiana
- Alberto II di Monaco, sovrano del Principato di Monaco
- Franco Frattini, politico italiano
- Francesco Filiasi, marchese di Carapelle e progettista aeronautico
- Antonino Zichichi, fisico e divulgatore scientifico italiano
Balì di Gran Croce
  - Vittorio Emanuele di Savoia, principe di Napoli
  - Emanuele Filiberto di Savoia, principe di Venezia
  - Cardinal Angelo Bagnasco
  - Cardinal William Wakefield Baum
  - Roberto Ugo di Borbone-Parma, capo della casata di Borbone-Parma
  - Arciduca Simeone d'Asburgo
  - Giovanni d'Asburgo-Lorena, conte di Merano e reggente dell'Impero tedesco
  - Luigi d'Asburgo-Lorena, arciduca d'Austria e principe di Toscana
  - Giuseppe Carlo Luigi d'Asburgo-Lorena, arciduca d'Austria e generale dell'esercito austro-ungarico
  - Duarte Nuno di Braganza, duca di Braganza e pretendente al trono portoghese
  - Duarte Pio di Braganza, duca di Braganza e pretendente al trono portoghese
  - Infante di Portogallo Enrico di Braganza
  - Principe Carlo Emanuele di Borbone-Parma
  - Simeone II di Bulgaria, zar e poi primo ministro di Bulgaria
  - Paolo di Grecia, re degli Elleni
  - Costantino II di Grecia, re degli Elleni
  - Andrew Bertie, Gran maestro del Sovrano Militare Ordine di Malta
  - Giacomo Dalla Torre del Tempio di Sanguinetto, gran maestro del Sovrano Militare Ordine di Malta
  - Cardinal Giacomo Biffi
  - Vicente de Cadenas y Vicent, Re d'armi spagnolo
  - Cardinal Carlo Caffarra
  - Carlo di Württemberg, figlio di Filippo Alberto di Württemberg, capo del xasato di Württemberg
  - Principe Francesco Guglielmo di Prussia, marito di Marija Vladimirovna Romanova
  - Federico Guglielmo di Hohenzollern-Sigmaringen, capo del casato principesco di Hohenzollern-Sigmaringen
  - Principe Giovanni Giorgio di Hohenzollern-Sigmaringen, marito di Brigitta di Svevia
  - Cardinal Józef Glemp
  - Giacomo Enrico di Borbone-Spagna, duca di Segovia e pretendente legittimista al trono di Francia
  - Andrzej Ciechanowiecki
  - Cardinal Pietro Palazzini
  - Cardinal Andrea Cordero Lanza di Montezemolo
  - Cardinal Eduardo Martínez Somalo
  - Cardinal Antonio María Rouco Varela
  - Cardinal Carlos Amigo Vallejo
  - Cardinal James Michael Harvey
  - Cardinal Willem Jacobus Eijk
  - Cardinal George Pell
  - Cardinal Darío Castrillón Hoyos
  - Cardinal Gilberto Agustoni
  - Cardinal Fernando Cento
  - Cardinal Giovanni Cheli
  - Cardinal Anthony Bevilacqua
  - Cardinal Zenon Grocholewski
  - Cardinal Antonio Innocenti
  - Cardinal Arcadio María Larraona Saralegui
  - Principe Gabriele di Borbone-Due Sicilie
  - Principe Giorgio di Baviera
  - Ottone d'Asburgo-Lorena, capo del casato d'Asburgo-Lorena
  - Isabella II di Spagna, regina di Spagna
  - Juan Carlos I di Spagna, re di Spagna
  - Edoardo, principe di Anhalt
  - Alfonso di Borbone Dampierre, duca d'Angiò e di Cadice, e pretendente legittimista al trono di Francia
  - Letsie III del Lesotho, re del Lesotho
  - Arcivescovo Antonio Mennini
  - Arcivescovo John Michael Miller
  - Arcivescovo Gabriel Montalvo Higuera
  - Carlos Fitz-James Stuart, XIX duca di Alba
  - Guy Stair Sainty, mercante d'arte inglese
  - Principe Rupert Loewenstein, manager finanziario dei The Rolling Stones
  - Cardinal Vincent Nichols
  - Arcivescovo George Stack

Dame di Gran Croce di Giustizia
  - Cayetana Fitz-James Stuart, XVIII duchessa di Alba
  - Federica di Hannover, regina consorte degli Elleni
  - Irene di Grecia, principessa della Corona di Grecia
  - Isabella Alfonsa di Borbone-Due Sicilie, contessa Zamoyska
  - Cécile La Grenade, governatrice generale di Grenada
  - ** Leonida Bagration-Mukhrani, granduchessa consorte di Russia
  - Infanta Margherita di Borbone-Spagna, duchessa di Soria
  - Principessa Maria des Neiges di Bourbon-Parma, ornitologa
  - Maria de los Dolores di Borbone-Due Sicilie, principessa Czartoryska
  - Maria de la Esperanza di Borbone-Due Sicilie, principessa d'Orléans-Braganza
  - Maria di Grazia di Borbone-Due Sicilie, principessa d'Orléans-Braganza attraverso il suo matrimonio con il principe Luigi Maria Filippo d'Orléans e Braganza
  - Maria Ludovica Teresa di Baviera, duchessa consorte di Calabria
  - Principessa Maria Mercedes di Borbone-Due Sicilie, madre di Juan Carlos I di Spagna
  - Marie Christine von Reibnitz, principessa del Regno Unito
  - Sofia di Grecia, regina consorte di Spagna
  - Principessa Urraca di Borbone-Due Sicilie
  - Vittoria Eugenia di Battenberg, regina consorte di Spagna

Altre o Sconosciute Classi di Dame
  - Maria Adelaide di Savoia-Genova, principessa di Arsoli
  - Marta Linares de Martinelli, first lady di Panama, moglie di Ricardo Martinelli
  - María Clemencia Rodríguez Múnera, first lady della Colombia, moglie del presidente della Colombia Juan Manuel Santos
  - Barbara Tuge-Erecińska, politica polacca

Cavalieri di Gran Croce di Giustizia
  - Adalberto di Baviera, storico, scrittore e ambasciatore tedesco
  - Alfonso di Braganza, principe di Beira
  - Emanuele Filiberto di Savoia, principe di Venezia
  - Alberto d'Asburgo-Teschen, duca di Teschen e generale austriaco
  - Alessandro II di Russia, zar di Russia
  - Alfonso d'Orléans, duca di Galliera
  - Alfred von Windisch-Graetz, principe di Windisch-Grätz e ufficiale dell'esercito austriaco
  - Principessa Béatrice di Borbone-Due Sicilie, madre di Jean-Christophe, Prince Napoléon, capo del casato Bonaparte
  - Boris III di Bulgaria, zar di Bulgaria
  - Agostino Borromeo, storico italiano
  - Cardinal Desmond Connell
  - Cardinal Timothy Dolan
  - Ernesto Luigi d'Assia, granduca d'Assia e del Reno
  - Eugenio di Savoia-Genova, duca di Genova
  - Ferdinando I di Bulgaria, zar di Bulgaria
  - Ferdinando Maria di Borbone-Due Sicilie, duca di Castro
  - Matthew Festing, Gran Maestro del Sovrano militare ordine di Malta
  - Francesco Giuseppe I d'Austria, Imperatore dell'Impero austro-ungarico
  - Francesco Carlo d'Asburgo-Lorena, erede al trono d'Austria
  - Federico d'Asburgo-Teschen, duca di Teschen
  - Georg von Hohenberg, duca di Hohenberg
  - Carlos Gereda y de Borbón, gran maestro dell'Ordine di San Lazzaro
  - Giovanni d'Orléans, pretendente orléanista-unionista al trono di Francia
  - Juan Carlos I di Spagna, re di Spagna
  - Principe Lorenzo del Belgio
  - Leopoldo II di Toscana, granduca di Toscana
  - Leopoldo di Borbone-Due Sicilie, principe di Salerno
  - Cardinal Edoardo Menichelli
  - Klemens von Metternich, ministro di Stato dell'Impero austriaco
  - Cardinal Cormac Murphy-O'Connor
  - Cardinal Mario Nasalli Rocca di Corneliano
  - Christopher de Paus, collezione d'arte norvegese
  - Pietro II del Brasile, Imperatore del Brasile
  - Principe Pedro Carlos di Orléans-Braganza, capo del ramo di Petrópolis del Casato d'Orléans-Braganza
  - Principe Pedro Gastão di Orléans-Braganza, capo del ramo di Petrópolis del Casato d'Orléans-Braganza
  - Géraud Michel de Pierredon, balivo del Sovrano Militare Ordine di Malta
  - Cardinal Giuseppe Pizzardo
  - Cardinal Luigi Poggi
  - Cardinal Ugo Poletti
  - Cardinal Norberto Rivera Carrera
  - Rodolfo d'Asburgo-Lorena, arciduca d'Austria
  - Rodolfo d'Asburgo-Lorena, principe ereditario dell'Austria-Ungheria
  - Carlo Emanuele Ruspoli, III duca di Morignano
  - John de Salis, IX conte de Salis-Soglio
  - Stefano d'Asburgo-Lorena, duca d'Austria e palatino d'Ungheria
  - Conrad Swan, ufficiale e Re d'armi della Giarrettiera canadese
  - Cardinal Luigi Traglia
  - Cardinal Augusto Vargas Alzamora
  - Vittorio Emanuele di Savoia, principe di Napoli
  - Vladimir Kirillovič Romanov, granduca di Russia
  - Guglielmo Alberto di Montenuovo, conte di Montenuovo e generale della cavalleria dell'Impero austriaco
  - Cardinal Thomas Joseph Winning

Cavalieri Commendatori di Giustizia

Cavalieri di Gran Croce di Merito
  - Carlos Abascal, politico messicano
  - Bertie Ahern, politico irlandese
  - Anthony Bailey, consulente per le pubbliche relazioni inglese
  - John Bruton, politico irlandese
  - Salvatore Cuffaro, politico italiano
  - Erich Feigl, produttore e autore austriaco di film documentari
  - Arnaldo Forlani, politico italiano
  - Giustino Fortunato, politico italiano e primo ministro delle Due Sicilie
  - Elmar Theodor Mäder,  capo della Guardia Svizzera Pontificia
  - Joaquín Navarro-Valls, giornalista spagnolo
  - Abel Pacheco de la Espriella, presidente della Costa Rica
  - Cardinal Gianfranco Ravasi
  - Vescovo Fernando Arêas Rifan
  - Vescovo Marcelo Sánchez Sorondo
  - José Sarney, presidente del Brasile
  - Charles Savarin, presidente della Dominica
  - Arcivescovo Giovanni Tonucci

Cavalieri Commendatori o Cavalieri di Merito
  - Gabriele Albertini, politico italiano
  - David Alton, politico inglese
  - Gino Lupini, ex giocatore professionista di rugby italo-sudafricano
  - Enrico Salati, primo ministro di Parma e Piacenza

Altre o sconosciute classi di cavalieri
  - Mark Watson-Gandy, avvocato inglese
  - János Áder, presidente dell'Ungheria
  - Giulio Andreotti, politico italiano
  - ArcivescovoBernard Barsi
  - Matthäus Casimir von Collin, poeta austriaco
  - John D. Faris, corepiscopo della Chiesa siro-maronita di Antiochia
  - Nicholas Liverpool, presidente della Dominica
  - Ricardo Martinelli, presidente di Panama
  - Mary McAleese, presidente d'Irlanda
  - Vincent McBrierty, fisico e ricercatore irlandese
  - Mireya Moscoso, presidente di Panama
  - Napoleone II di Francia, re di Roma come erede di Napoleone Bonaparte
  - Nicolae Petrescu-Comnen, politico rumeno
  - Giuseppe Resnati, chimico italiano
  - Juan Manuel Santos, presidente della Colombia

Gran Priori

- - Cardinal Domenico Pignatelli di Belmonte
  - Cardinal Renato Raffaele Martino
  - Cardinal Mario Francesco Pompedda
  - Cardinal Albert Vanhoye